# Цечоев, Адам Тимурович
Цечоев Адам Тимурович (род. 15 апреля 2002 года, Назрань, Ингушетия) — российский дзюдоист, Мастер спорта России международного класса, призёр чемпионата России, Победитель Кубка Европы.

## Биография
Победитель юниорского Кубка Европы по дзюдо-2021 и золотой призер Первенства России — 2021 дзюдоист Адам Цечоев стал первой строчкой мирового рейтинга спортсменов-юниоров в весовой категории до 81 кг.

## Спортивные достижения
- 2019 г. Победитель Первенства Европы до 18 лет — ; г. Варшава[5][6]
- 2021 г. Серебряный призёр Первенства России до 23 лет— ; г. Мурманск[7]
- 2021 г. Победитель Первенства России до 21 года — ; г. Екатеринбург[8]
- 2021 г. Победитель Кубка Европы до 21 года— ; г. Бухарест[9][10]
- 2021 г. Серебряный призёр Первенства Мира до 21 года— ; г. Ольбия[11][3]
- 2022 г. Серебряный призёр Первенства России до 21 года— ; г. Тюмень[12]
- 2022 г. Бронзовый призёр Кубка России — ; г. Калининград[13][14]
- 2023 г. Победитель Кубка Европы — ; г. Малага[15][16][17]